# مايك إيرمنتروت
مايكل إيرمنتروت (/ˈɜːrməntraʊt/) هي شخصية خيالية في اختلال ضال ومن الأفضل الاتصال بسول، يصورها جوناثان بانكس. مايك هو ضابط شرطة سابق في فيلادلفيا يعمل مع غاس فرينغ—وفي بعض الأحيان، سول غودمان—كمحقق خاص، ورئيس الأمن، ومنظف، وقاتل محترف. كما ظهر خلال مشهد فلاش باك في إل كامينو: بريكنغ باد موفي. في عام 2019، أصبح أول شخصية تظهر في اختلال ضال ومن الأفضل الاتصال بسول وإل كامينو وهو واحد من خمس شخصيات فقط ظهرت في الثلاثة، والأربعة الآخرون هم إد جالبريث وأوستن رامي ووالتر وايت وجيسي بينكمان.

## وصلات خارجية
- القائمة على إيه إم سي (بالإنجليزية)